# Ferdinand Masset
Pour les articles homonymes, voir Masset.
Ferdinand Masset, né le 23 novembre 1920 à Courtion (originaire de Bussy) et mort le 31 mars 2014, est une personnalité politique du canton de Fribourg, en Suisse, membre du parti radical-démocratique (PRD).
Il est conseiller d'État de 1977 à 1986, à la tête de la Direction des travaux publics.

## Biographie
Il meurt le 31 mars 2014 à l’âge de 93 ans.

## Sources
- Georges Andrey, John Clerc, Jean-Pierre Dorand et Nicolas Gex, Le Conseil d'État fribourgeois : 1848-2011 : son histoire, son organisation, ses membres, Fribourg, Éditions La Sarine, 2012, 143 p. (ISBN 978-2-88355-153-4, lire en ligne), p. 93-94
- Ces hommes que nous avons élus (ouvrage sur les élections de 1976), annuaire officiel du canton de Fribourg.